# Миловидівка (Сумський район)
Милови́дівка —  село в Україні, у Степанівській селищній громаді Сумського району Сумської області. Населення становить 155 осіб. До 2017 орган місцевого самоврядування — Підліснівська сільська рада.

## Географія
Село Миловидівка знаходиться на одному з витоків річки Сумка, нижче за течією на відстані 1,5 км розташоване село Новосуханівка. За 1,5 км знаходиться село Степне.

## Історія
12 червня 2020 року, відповідно до розпорядження Кабінету Міністрів України № 723-р «Про визначення адміністративних центрів та затвердження територій територіальних громад Сумської області», село увійшло до складу Степанівської селищної громади.
19 липня 2020 року, в результаті адміністративно-територіальної реформи та ліквідації Сумського району(1923—2020), увійшло до складу новоутвореного Сумського району.